# Jason Moore
Jason Moore (Bedford, 10 oktober 1988) is een Brits autocoureur.

## Carrière
- 2007: Formule Palmer Audi, team onbekend.
- 2007: Formule Palmer Audi Herfstkampioenschap, team onbekend.
- 2007: Formule Palmer Audi Shootout, team onbekend.
- 2008: Formule Palmer Audi, team Olney Tyres and Exhausts (6 overwinningen, kampioen).
- 2009: Formule 2, team MotorSport Vision.

## Formule 2-resultaten
| Jaar | 1      | 2      | 3      | 4      | 5       | 6       | 7      | 8     | 9      | 10      | 11     | 12     | 13     | 14    | 15     | 16     | Rang | Punten |
| ---- | ------ | ------ | ------ | ------ | ------- | ------- | ------ | ----- | ------ | ------- | ------ | ------ | ------ | ----- | ------ | ------ | ---- | ------ |
| 2009 | VAL 16 | VAL 14 | BRN 13 | BRN 11 | SPA Ret | SPA DNS | BRH 16 | BRH 8 | DON 11 | DON Ret | OSC 14 | OSC 20 | IMO 18 | IMO 7 | CAT 19 | CAT 16 | 22e  | 3      |